# Thorunna punicea
Thorunna punicea is een zeenaaktslak die behoort tot de familie van de Chromodorididae. Deze slak komt enkel voor langs de kust van Nieuw-Caledonië.
De slak is paars gekleurd, met een dunne witte mantelrand. De kieuwen en de rinoforen zijn gelige oranje met een roze basis en roze toppen. Ze wordt, als ze volwassen is, zo'n 12 mm lang. Ze voeden zich met sponzen.